# 歷代先知與帝王史
歷代先知與帝王史或譯歷代民族與帝王史（阿拉伯语：‎，羅馬化：Tārīkh al-Rusul wa al-Mulūk ）也被稱為塔巴里史（波斯語：‎ ）是阿拉伯歷史上第一部编年史，由穆斯林史学家穆罕默德·伊本·贾里尔·塔巴里于公元915年完成，附录由塔巴里的学生完成。  

## 特色
《歷代先知與帝王史》全書多達13冊，以阿拉伯與伊斯蘭歷史為主，但打破了從前穆斯林史學家只記錄偉人、先知的傳統，而盡其所能細載周邊民族的歷史，包括波斯、羅馬和猶太人等。
與此同時，塔巴里對史料的考證也十分嚴謹。他遵循的是伊斯蘭聖訓學以複雜但可靠聞名的傳統方法，使許多舊有史料裡的不真實事件被剔除。